# De Ikkers
De Ikkers is een voormalige poldermolen ongeveer anderhalve kilometer ten zuidoosten van het Friese dorp Wartena, dat in de Nederlandse gemeente Leeuwarden ligt.

## Beschrijving
De Ikkers is een spinnenkopmolen, die van oorsprong uit de achttiende eeuw dateert. De molen werd in 1921 verkocht door het waterschap De Zuid Broeksterpolder (nabij Joure) en bij Snikzwaag herplaatst, om daar een tjasker te vervangen. In 1970 werd De Ikkers, die toen in vervallen toestand verkeerde, opnieuw verkocht. De molen werd herbouwd op zijn huidige locatie nabij de Langesloot aan de rand van de Saiterpetten, een natuurreservaat dat deel uitmaakt van het Nationaal Park De Oude Venen. Hij staat daar op een plek waar eerder ook al een molen stond. In 1986 werd De Ikkers gerestaureerd. De molen heeft geen functie meer, maar is nog wel draaivaardig. Hij is niet te bezichtigen.